# Marek Zieliński (dyplomata)
Marek Wojciech Zieliński (ur. 10 kwietnia 1950 w Lutoborzu k. Włocławka) – polski publicysta, krytyk literacki, dyplomata.

## Życiorys
Pochodzi z rodziny nauczycielskiej. Ukończył polonistykę na Uniwersytecie Warszawskim, broniąc w 1972 magisterium w zakresie teatrologii pod kierunkiem Tadeusza Sieverta. Studiował podyplomowo w pracowni reportażu Krzysztofa Kąkolewskiego Instytutu Dziennikarstwa UW (1972–1974). Doktorant w Instytucie Badań Literackich Polskiej Akademii Nauk (1976–1978). W latach 1984–1985 był słuchaczem Wydziału Historii i Politologii Uniwersytetu w Bonn jako stypendysta fundacji KAAD (Katholischer Akademischer Ausländerdienst). Absolwent Podyplomowego Studium Służby Zagranicznej Szkoły Głównej Handlowej w Warszawie (2002). 
Rozpoczynał życie zawodowe jako teatrolog i filmolog. Pracował w krakowskim dwutygodniku „Student” (1973–1974), jako redaktor dwutygodnika „Nowe Książki” (1974–1976), działu poezji tygodnika warszawskiej „Kultury” (1978–1979), skąd w listopadzie 1979 wyrzucono go z zakazem pracy w mediach państwowych. 13 grudnia 1981 został internowany. Do 30 października 1982 przebywał w Areszcie na Białołęce i w Strzebielinku. Od 1981 do 1992 redaktor działu literackiego „Więzi”, pozostając członkiem zespołu także w późniejszym okresie. W latach 1989–1990 w „Tygodniku Centrum”, kierował działem kulturalnym „Tygodnika Solidarność”. Po 1989 podjął współpracę dziennikarską z Komisją Fabryczną NSZZ „Solidarność” w Ursusie. 
W latach 1978–1981 współpracował z drugoobiegowym, związanym ze środowiskiem KUL periodykiem „Spotkania”. W latach 1986–1992 nieformalny korespondent krajowy Instytutu Literackiego i paryskiej „Kultury”, będąc m.in. odpowiedzialnym za wysyłanie na Zachód zamówionych tekstów i odbieranie od kurierów honorariów, które następnie przekazywał autorom. Kilkukrotnie przebywał za zaproszenie Jerzego Giedroycia w Maisons-Laffitte, mieszkając po 3–4 miesiące w mieszkaniu Instytutu, współdzieląc tzw. oficynę z Gustawem Herlingiem-Grudzińskim. W latach 1988–1991 był także krajowym przedstawicielem amerykańskich emigracyjnych czasopism „Studium Papers” oraz „Periphery”. Związany także z berlińskim miesięcznikiem „Archipelag” oraz z Radiem Wolna Europa w Monachium.
Od 1991 urzędnik państwowy w Kancelarii Prezesa Rady Ministrów i Ministerstwie Spraw Zagranicznych. Przebywał na placówkach w Kolonii, w Bernie, kierował Instytutem Polskim w Moskwie (2002–2005), Konsulatem Generalnym RP w Irkucku (2011–2017) oraz Wydziałem Konsularnym Ambasady RP w Moskwie.
Zna języki: niemiecki, rosyjski i francuski. Żonaty z doktorką historii sztuki.  

## Nagrody i odznaczenia
- Nagrodą Fundacji POLCUL (1984, 1992)
- Odznaka „Zasłużony Działacz Kultury” (2001)
- Odznaka honorowa „Zasłużony dla Kultury Polskiej” (2009)
- Krzyż Kawalerski Orderu „Za zasługi dla Litwy" za współpracę na rzecz niepodległości Litwy (2009)[3]
- Krzyż Kawalerski Orderu Odrodzenia Polski za wybitne zasługi w służbie zagranicznej, za osiągnięcia w podejmowanej z pożytkiem dla kraju pracy zawodowej i działalności dyplomatycznej (2019)[1][4]
- Krzyż Wolności i Solidarności (2021)[5]

## Twórczość
Jest autorem i współautorem kilku książek dotyczących współczesnej literatury polskiej. Sporo tekstów poświęcił klasykom rosyjskiej literatury, m.in.: Dostojewskiemu, Sołżenicynowi, Tołstojowi oraz kwestiom relacji Polonii z krajem. Publikacje książkowe:
- Kilka niewzruszonych przekonań, Warszawa; Kraków: Biblioteka „Więzi”, 1987, ISBN 83-7006-012-9.
- Ucieczka przed Polską. Szkice nie tylko o literaturze, Kraków: Wydawnictwo „Arcana”, 2006, ISBN 83-89243-14-8.
- Życie bez złudzeń. Szkice nie-polityczne, Łomianki: Wydawnictwo LTW, 2023, ISBN 978-83-7565-816-3.
- Korespondencja Jerzego Giedroycia z Markiem Zielińskim w latach 1990–2000. Spór o polskie zmiany, Warszawa: Wydawnictwo Neriton, 2024, ISBN 978-83-67245-42-5.